# NGC 4831
NGC 4831 је елиптична галаксија у сазвежђу Хидра која се налази на NGC листи објеката дубоког неба.
Деклинација објекта је - 27° 17' 31" а ректасцензија 12h 57m 36,6s. Привидна величина (магнитуда) објекта NGC 4831 износи 12,4 а фотографска магнитуда 13,4. Налази се на удаљености од 34,651 милиона парсека од Сунца. NGC 4831 је још познат и под ознакама ESO 507-55, MCG -4-31-10, PGC 44340.